# Freienseen
Freienseen ist ein Stadtteil der Gemeinde Laubach im mittelhessischen Landkreis Gießen, gelegen im Seenbachtal am Rande des Naturparks Vulkanregion Vogelsberg.

## Geschichte

### Ortsgeschichte
Erstmals urkundlich erwähnt wurde Freyenseen in einer Urkunde des Landgrafen Otto am 26. Januar 1312. Weitere historische Ortsnamen sind: Fryensehen (1340), Vriensende (1362), Freyensehena (1592).
Das Dorf behauptete, durch Kaiser Friedrich I. „Barbarossa“ (1125–1190) den Titel eines „Freien Reichsdorfes“ erhalten zu haben, und erwirkte im Jahre 1555 die Ausfertigung eines kaiserlichen Schutz- und Schirmbriefes durch die Kanzlei Karls V. Hiermit war zwar nicht das tatsächliche Bestehen dieser Rechte bestätigt, die Bewohner machten jedoch geltend, keiner Leibeigenschaft unterworfen zu sein und keinerlei Frondienste leisten zu müssen. Diese Position verteidigten sie in insgesamt 48 Prozessen vor dem Reichskammergericht und dem Reichshofrat, während der Laubacher Graf das Dorf als selbstverständlichen Teil seiner Herrschaft ansah und die Bewohner als Unsere ungehorsamen/rebellischen Untertanen zu Freyenseen bezeichnete. Ein Nachweis für die Behauptung, die Reichsfreiheit durch Barbarossa oder einen anderen Kaiser erhalten zu haben, existiert nicht. Der Rechtshistoriker Bernhard Diestelkamp bemerkt dazu, dass die "überlieferten Schriftquellen keinen anderen Schluss zu[lassen], als dass das Dorf Freienseen Teil der solms-laubachischen Landesherrschaft war".
Auch während der Gebietsreform in Hessen in den 1970er Jahren versuchte die Gemeinde Freienseen längere Zeit (jedoch erfolglos), ihre kommunale Selbstständigkeit anstelle der vorgesehenen Eingliederung in die Stadt Laubach zu bewahren.
Die Evangelische Kirche Freienseen wird auch „Dom des Seenbachtales“ genannt. Der gotische Wehrturm stammte aus dem 13. Jahrhundert. Das spätbarocke Kirchenschiff wurde 1773 vollendet. Die Orgel stammt aus dem Jahr 1797 von Johann Andreas Heinemann und seinem Schwiegersohn Johann Peter Rühl.
Vom 30. September 1903 bis zum 31. Mai 1959 war Freienseen mit der Seental-Eisenbahn an die Bahnstrecke Friedberg–Mücke angeschlossen. Erzabbau wurde von 1867 bis in die 1960er Jahre betrieben.
In der Zeit des Nationalsozialismus bestand am südlichen Ortsausgang von Freienseen ein Außenlager des Arbeitserziehungslagers Heddernheim. Von 1942 bis 1945 waren hier in umzäunten Baracken bis zu 1.200 Zwangsarbeiter, Kriegsgefangene und Häftlinge der Gestapo untergebracht. Sie mussten unter anderem in einem ausgelagerten Rüstungsbetrieb der Frankfurter Firma VDO im neuen Freienseener Tunnel arbeiten.
Gegen Ende des Zweiten Weltkrieges kam es in der Nähe des Dorfes zu einem Fliegermord. Am 24. Dezember 1944 wurde hierbei der Pilot eines abgestürzten amerikanischen Jagdflugzeugs nach seiner Gefangennahme durch den örtlichen NSDAP-Ortsgruppenleiter erschossen.
Hessische Gebietsreform (1970–1977)
Im Zuge der Gebietsreform in Hessen wurde die bis dahin selbständige Gemeinde Freienseen zum 1. April 1972 gegen den Widerstand der Bevölkerung in die Stadt Laubach eingegliedert. Für Freienseen, sowie für alle ehemals eigenständigen Gemeinden und die Kernstadt von Laubach, wurde je ein Ortsbezirk gebildet.

### Verwaltungsgeschichte im Überblick
Die folgende Liste zeigt die Staaten und Verwaltungseinheiten, denen Freienseen angehört(e):
- vor 1806: Heiliges Römisches Reich, Grafschaft Solms-Laubach (Anteil an der Herrschaft Münzenberg), Amt Laubach (der Grafen Solms-Laubach)
- ab 1806: Großherzogtum Hessen (Souveränitätslande),[Anm. 2] Fürstentum Oberhessen, Amt Laubach (der Grafen Solms-Laubach)[14]
- ab 1815: Großherzogtum Hessen (Souveränitätslande), Provinz Oberhessen, Amt Laubach (der Grafen Solms-Laubach)[15]
- ab 1820: Großherzogtum Hessen, Provinz Oberhessen, Amt Laubach[Anm. 3]
- ab 1822: Großherzogtum Hessen, Provinz Oberhessen, Landratsbezirk Hungen[16][Anm. 4]
- ab 1837: Großherzogtum Hessen, Provinz Oberhessen, Kreis Grünberg
- ab 1848: Großherzogtum Hessen, Regierungsbezirk Gießen
- ab 1852: Großherzogtum Hessen, Provinz Oberhessen, Kreis Schotten
- ab 1867: Norddeutscher Bund,[Anm. 5] Großherzogtum Hessen, Provinz Oberhessen, Kreis Schotten
- ab 1871: Deutsches Reich, Großherzogtum Hessen, Provinz Oberhessen, Kreis Schotten
- ab 1918: Deutsches Reich (Weimarer Republik), Volksstaat Hessen, Provinz Oberhessen, Kreis Schotten
- ab 1938: Deutsches Reich, Volksstaat Hessen, Landkreis Gießen[17][Anm. 6]
- ab 1945: Amerikanische Besatzungszone,[Anm. 7] Groß-Hessen, Regierungsbezirk Darmstadt, Landkreis Gießen
- ab 1946: Amerikanische Besatzungszone, Hessen, Regierungsbezirk Darmstadt, Landkreis Gießen
- ab 1949: Bundesrepublik Deutschland, Hessen, Regierungsbezirk Darmstadt, Landkreis Gießen
- ab 1972: Bundesrepublik Deutschland, Hessen, Regierungsbezirk Darmstadt, Landkreis Gießen, Stadt Laubach[Anm. 8]
- ab 1977: Bundesrepublik Deutschland, Hessen, Regierungsbezirk Darmstadt, Lahn-Dill-Kreis, Stadt Laubach
- ab 1979: Bundesrepublik Deutschland, Hessen, Regierungsbezirk Darmstadt, Landkreis Gießen, Stadt Laubach
- ab 1981: Bundesrepublik Deutschland, Hessen, Regierungsbezirk Gießen, Landkreis Gießen, Stadt Laubach

### Gerichte seit 1803
In der Landgrafschaft Hessen-Darmstadt wurde mit Ausführungsverordnung vom 9. Dezember 1803 das Gerichtswesen neu organisiert. Für die Provinz Oberhessen wurde das Hofgericht Gießen als Gericht der zweiten Instanz eingerichtet. Die Rechtsprechung der ersten Instanz wurde durch die Ämter bzw. Standesherren vorgenommen und somit war für Freienseen ab 1806 das „Patrimonialgericht der Grafen Solms-Laubach“ in Laubach zuständig.
Nach der Gründung des Großherzogtums Hessen 1806 wurden die Aufgaben der ersten Instanz 1821–1822 im Rahmen der Trennung von Rechtsprechung und Verwaltung auf die neu geschaffenen Land- bzw. Stadtgerichte übertragen. Ab 1822 ließen die Grafen Solms-Laubach ihre Rechte am Gericht durch das Großherzogtum Hessen in ihrem Namen ausüben. „Landgericht Laubach“ war daher die Bezeichnung für das erstinstanzliche Gericht, das für Freienseen zuständig war. Auch auf sein Recht auf die zweite Instanz, die durch die Justizkanzlei in Hungen ausgeübt wurde, verzichtete der Graf 1823. Erst infolge der Märzrevolution 1848 wurden mit dem „Gesetz über die Verhältnisse der Standesherren und adeligen Gerichtsherren“ vom 15. April 1848 die standesherrlichen Sonderrechte endgültig aufgehoben.
Anlässlich der Einführung des Gerichtsverfassungsgesetzes mit Wirkung vom 1. Oktober 1879, infolge derer die bisherigen großherzoglichen Landgerichte durch Amtsgerichte an gleicher Stelle ersetzt wurden, während die neu geschaffenen Landgerichte nun als Obergerichte fungierten, kam es zur Umbenennung in „Amtsgericht Laubach“ und Zuteilung zum Bezirk des Landgerichts Gießen.
Am 1. Juli 1968 erfolgte die Auflösung des Amtsgerichts, die Gemeinde Freienseen wurde dem Sprengels des Amtsgerichts Gießen zugelegt.

### Bevölkerung
Einwohnerstruktur 2011
Nach den Erhebungen des Zensus 2011 lebten am Stichtag, dem 9. Mai 2011, in Freienseen 807 Einwohner. Darunter waren 15 (1,9 %) Ausländer. Nach dem Lebensalter waren 165 Einwohner unter 18 Jahren, 333 zwischen 18 und 49, 165 zwischen 50 und 64 und 144 Einwohner waren älter. Die Einwohner lebten in 321 Haushalten. Davon waren 87 Singlehaushalte, 87 Paare ohne Kinder und 111 Paare mit Kindern, sowie 30 Alleinerziehende und 6 Wohngemeinschaften. In 69 Haushalten lebten ausschließlich Senioren und in 313 Haushaltungen lebten keine Senioren.
Einwohnerentwicklung
| Freienseen: Einwohnerzahlen von 1830 bis 2011 | Freienseen: Einwohnerzahlen von 1830 bis 2011 | Freienseen: Einwohnerzahlen von 1830 bis 2011 | Freienseen: Einwohnerzahlen von 1830 bis 2011 | Freienseen: Einwohnerzahlen von 1830 bis 2011 |
| --- | --------------------------------------------- | --------------------------------------------- | --------------------------------------------- | --------------------------------------------- |
| Jahr |                                               |                                               |                                               | Einwohner                                     |
| 1830 | 1830                                          |                                               | 1.058                                         | 1.058                                         |
| 1834 | 1834                                          |                                               | 1.053                                         | 1.053                                         |
| 1840 | 1840                                          |                                               | 1.074                                         | 1.074                                         |
| 1846 | 1846                                          |                                               | 1.019                                         | 1.019                                         |
| 1852 | 1852                                          |                                               | 923                                           | 923                                           |
| 1858 | 1858                                          |                                               | 857                                           | 857                                           |
| 1864 | 1864                                          |                                               | 822                                           | 822                                           |
| 1871 | 1871                                          |                                               | 791                                           | 791                                           |
| 1875 | 1875                                          |                                               | 784                                           | 784                                           |
| 1885 | 1885                                          |                                               | 637                                           | 637                                           |
| 1895 | 1895                                          |                                               | 638                                           | 638                                           |
| 1905 | 1905                                          |                                               | 701                                           | 701                                           |
| 1910 | 1910                                          |                                               | 704                                           | 704                                           |
| 1925 | 1925                                          |                                               | 655                                           | 655                                           |
| 1939 | 1939                                          |                                               | 629                                           | 629                                           |
| 1946 | 1946                                          |                                               | 997                                           | 997                                           |
| 1950 | 1950                                          |                                               | 995                                           | 995                                           |
| 1956 | 1956                                          |                                               | 959                                           | 959                                           |
| 1961 | 1961                                          |                                               | 972                                           | 972                                           |
| 1967 | 1967                                          |                                               | 805                                           | 805                                           |
| 1980 | 1980                                          |                                               | ?                                             | ?                                             |
| 1990 | 1990                                          |                                               | ?                                             | ?                                             |
| 2000 | 2000                                          |                                               | ?                                             | ?                                             |
| 2011 | 2011                                          |                                               | 807                                           | 807                                           |
| Datenquelle: Historisches Gemeindeverzeichnis für Hessen: Die Bevölkerung der Gemeinden 1834 bis 1967. Wiesbaden: Hessisches Statistisches Landesamt, 1968. Weitere Quellen: LAGIS; Zensus 2011 |                                               |                                               |                                               |                                               |

Religionszugehörigkeit
| • 1830: | 1057 evangelische und ein katholischer Einwohner    |
| • 1961: | 686 evangelische, 170 römisch-katholische Einwohner |

Erwerbstätigkeit
| • 1961: | Erwerbspersonen: 144 Land- und Forstwirtschaft, 195 Prod. Gewerbe, 36 Handel, Verkehr und Nachrichtenübermittlung, 45 Dienstleistung und Sonstiges. |

### Legende
Die Bewohner werden die Fräsch genannt, da sie der Sage nach für Barbarossas Nachtruhe sorgten, als dieser um 1160 Jagdausflüge in den Vogelsberg von seiner Residenz in Gelnhausen aus unternommen haben soll. Sie machten den quakenden Fröschen in den umliegenden Tümpeln mit Stecken und Stangen den Garaus, als der Kaiser in der Befestigung von Freienseen, dem sogenannten Schlosshof, geweilt haben soll. Zur Belohnung habe Barbarossa dem Ort den Titel Freies Reichsdorf mit eigener Gerichtsbarkeit, eigenem Wappen und Marktrecht verliehen. Nachgewiesen ist diese Legende in gerichtlichen Zeugenaussagen ab 1555. Bernhard Diestelkamp ordnet sie als eine Legitimationslegende ein: Sie offenbart eine gewisse Hilfslosigkeit gegenüber dem Umstand, dass Freienseen sich in der Tat im Besitz kaiserlicher Privilegien befand, ohne dass die Zeitgenossen sich erklären konnten, womit die Dorfbewohner sich diese verdient haben könnten.

## Politik
Für den Stadtteil Freienseen besteht ein Ortsbezirk (Gebiete der ehemaligen Gemeinde Freienseen) mit Ortsbeirat und Ortsvorsteher nach der Hessischen Gemeindeordnung.
Der Ortsbeirat besteht aus neun Mitgliedern. Bei den Kommunalwahlen in Hessen 2021 betrug die Wahlbeteiligung zum Ortsbeirat 60,33 %. Dabei wurden gewählt: ein Mitglied der CDU, drei Mitglieder der SPD, sowie fünf Mitglieder der „Freien Wähler“ (FW). Der Ortsbeirat wählte Hans Hermannski (SPD) zum Ortsvorsteher.

## Persönlichkeiten
- Wilhelm Farr (1833–1907), Bürgermeister von Weilburg und Mitglied des preußischen Abgeordnetenhauses